# Andreas Hammer (Schauspieler)
Andreas Hammer (* 1989 in Bad Bergzabern) ist ein deutscher Schauspieler.

## Leben
Andreas Hammer, in der Pfalz geboren und dort aufgewachsen, studierte von 2009 bis 2013 Schauspiel an der Hochschule für Musik und Theater »Felix Mendelssohn Bartholdy« in Leipzig.
Von 2011 bis 2013 war er Mitglied im Schauspielstudio am Staatsschauspiel Dresden, wo er in Inszenierungen von Susanne Lietzow, Simon Solberg, Lore Stefanek, Nuran David Calis und Tilmann Köhler zu sehen war.
In der Spielzeit 2012/13 verkörperte er am Staatsschauspiel Dresden den Demetrius in Fabian Gerhardts Sommernachtstraum-Inszenierung. 2013 gastierte er bei den Nibelungenfestspielen Worms in Hebbels Nibelungen - born to die (Regie: Dieter Wedel).
Mit Beginn der Spielzeit 2013/14 wechselte er an das Stadttheater Bremerhaven, an dem er bis zum Ende der Spielzeit 2015/16 fest engagiert war. Dort spielte er unter anderem den Monolog Nippeljesus, den Schweizerkas in Mutter Courage und ihre Kinder, Acaste in Der Menschenfeind und den Tempelherrn in Nathan der Weise. Am Stadttheater Bremerhaven arbeitete er u. a. mit den Regisseuren Tim Egloff, Paul-Georg Dittrich, Dominique Schnizer, Frank Hörner, Niels-Peter Rudolph, Moritz Beichl und Robert Teufel.
Anfang 2015 gründete er gemeinsam mit der Theaterpädagogin und Dramaturgin Alexandra Gesch das Margarete Sunshine Kollektiv, mit dem er mehrere Late Night-Performances an ungewöhnlichen Spielstättem in Bremerhaven realisierte. Von 2013 bis 2016 leitete er außerdem am Theater Bremerhaven einen generationenübergreifenden Theaterclub.
Seit der Spielzeit 2016/17 ist er festes Ensemblemitglied am Anhaltischen Theater in Dessau. Dort stand er u. a. als Adolf Hitler in Mein Kampf, als junger Faust in Faust. Der Tragödie erster Teil, als Oswald in der Semi-Oper King Arthur, als Ruprecht in Der zerbrochne Krug, als Lars Koch in Terror von Ferdinand von Schirach und als Yvan in Kunst auf der Bühne.
In der Spielzeit 2020/21 verkörperte er den Orest im Schauspiel Die Eumeniden (Regie: Christian von Treskow). Während der COVID-19-Pandemie in Deutschland erarbeitete Andreas Hammer außerdem in der Spielzeit 2020/21 das Konzept eines „Theater-Lieferdienstes“ für Schulklassen in Dessau.
Gelegentlich steht Hammer auch für Film- und Fernsehproduktionen vor der Kamera. 
Hammer ist seit 2018 Mitglied der Genossenschaft Deutscher Bühnen-Angehöriger (GDBA). 2019 gründete er den GDBA-Ortsverband Dessau, wo er als Kassenprüfer fungiert. Er lebt in Leipzig.

## Filmografie (Auswahl)
- 2020: SOKO Leipzig (Fernsehserie, Folge: Geschwister)
- 2022: Der Ranger – Paradies Heimat: Zusammenhalt (Fernsehreihe)
- 2024: Das Küstenrevier (Fernsehserie, Folge: Strip to Hell)
- 2025: SOKO Leipzig (Fernsehserie, Folge: Pass auf dich auf)
- 2025: In aller Freundschaft (Fernsehserie, Folge: Cosi fan tutte)
- 2025: Einspruch, Schatz! – Überraschungsgäste (Fernsehreihe)